# Marnie McPhail
Marnie McPhail (* 4. Juli 1966 in Columbus, Ohio) ist eine amerikanisch-kanadische Schauspielerin, Synchronsprecherin und Sängerin.

## Leben
McPhail wurde in Columbus geboren und wuchs dort auf. Später besuchte sie die The Etobicoke School Of The Arts in Toronto, Kanada. Bekannt wurde McPhail durch ihre Rolle Annie Edison in der Fernsehserie The Edison Twins die sie von 1984 bis 1986 innehatte und für die sie einen Gemini Award gewann. Von 2001 bis 2002 spielte sie die Cindy Baxter in der Serie The Associates und bekam dafür 2001 sowie 2002 jeweils eine Nominierung für einen Gemini Award. 2006 übernahm sie die Rolle der George Blake in der britischen Miniserie Die Schattenmacht – The State Within. Sie hatte etliche weitere Serienauftritte, wie etwa in L.A. Law – Staranwälte, Tricks, Prozesse (1989), Polizeibericht (1991), Die Waffen des Gesetzes (1988/1993), Star Trek: Raumschiff Voyager (1996), Emergency Room – Die Notaufnahme (1997), Beverly Hills, 90210 (1997), PSI Factor – Es geschieht jeden Tag (1997–1998), Akte X – Die unheimlichen Fälle des FBI (1999), Sliders – Das Tor in eine fremde Dimension (1998–1999), Soul Food (2001–2002), Wild Card (2003) und Queer as Folk (2003–2004). Als englische Synchronsprecherin lieh sie ihre Stimme der Maria Wong in Alles klar, Sharon Spitz? (2001–2003) und Peaches in Jojos Zirkus (2003–2011).
Filme, in denen sie spielte, sind unter anderem Klinik des Todes (1991), The Circle Game (1994), Star Trek: Der erste Kontakt (1996), Nights Below Station Street (1997), Abenteuer im Land der Grizzlys (1999) und Die einzig wahre Liebe (2000). Ebenfalls war sie 1996 im interaktiven Computerspiel Star Trek: Borg zu sehen.
Sie ist Frontsängerin der Rockband Chuck Valiant, in welcher der Schauspieler Reed Diamond Gitarrist ist. Die beiden lernten sich 2002 bei den Dreharbeiten zu Scared Silent kennen und sind seit Oktober 2004 verheiratet.

## Filmografie (Auswahl)
- 1984–1986: The Edison Twins (Fernsehserie, 78 Folgen)
- 1988: Nachtstreife (Night Heat, Fernsehserie, eine Folge)
- 1988/1993: Die Waffen des Gesetzes (Street Legal, Fernsehserie, 2 Folgen)
- 1989: L.A. Law – Staranwälte, Tricks, Prozesse (L.A. Law, Fernsehserie, eine Folge)
- 1991: Polizeibericht (Dragnet, Fernsehserie, eine Folge)
- 1991: Klinik des Todes (Deadly Medicine, Fernsehfilm)
- 1992: Tequila und Bonetti (Fernsehserie, eine Folge)
- 1993: Der Kuß des Killers (Kiss of a Killer, Fernsehfilm)
- 1994: The Circle Game
- 1994: The Day the World Ended – Tod aus dem All (Without Warning, Fernsehfilm)
- 1995: Body Language (Fernsehfilm)
- 1995: Murder One (Fernsehserie, eine Folge)
- 1995: Renegade – Gnadenlose Jagd (Renegade, Fernsehserie, eine Folge)
- 1996: Star Trek: Borg (VG)
- 1996: Star Trek: Raumschiff Voyager (Star Trek: Voyager, Fernsehserie, eine Folge)
- 1996: Stimmen aus dem Grab (The Uninvited, Fernsehfilm)
- 1996: Star Trek: Der erste Kontakt (Star Trek: First Contact)
- 1997: Nights Below Station Street
- 1997: Nikita (La Femme Nikita, Fernsehserie, eine Folge)
- 1997: Emergency Room – Die Notaufnahme (ER, Fernsehserie, eine Folge)
- 1997: Beverly Hills, 90210 (Fernsehserie, eine Folge)
- 1997: Palm Beach-Duo (Silk Stalkings, Fernsehserie, eine Folge)
- 1997–1998: PSI Factor – Es geschieht jeden Tag (PSI Factor: Chronicles of the Paranormal, Fernsehserie, 2 Folgen)
- 1998: Cyberspace – Ein Alptraum wird wahr... (Evidence of Blood, Fernsehfilm)
- 1998: Trauma (Mind Games, Fernsehfilm)
- 1998–1999: Sliders – Das Tor in eine fremde Dimension (Sliders, Fernsehserie, 3 Folgen)
- 1999: Akte X – Die unheimlichen Fälle des FBI (The X Files, Fernsehserie, eine Folge)
- 1999: Abenteuer im Land der Grizzlys (Grizzly Falls)
- 1999: Born Bad
- 2000: Dirty Pictures (Fernsehfilm)
- 2000: Letzte Ausfahrt Hollywood (The Last Producer)
- 2000: Die einzig wahre Liebe (One True Love, Fernsehfilm)
- 2001: Haven (Fernsehfilm)
- 2001: Walter and Henry (Fernsehfilm)
- 2001: A Town Without Christmas (Fernsehfilm)
- 2001: Baby entführt! – Drama am Weihnachtsabend (Stolen Miracle, Fernsehfilm)
- 2001–2002: Soul Food (Fernsehserie, 3 Folgen)
- 2001–2002: The Associates (Fernsehserie, 14 Folgen)
- 2001–2003: Alles klar, Sharon Spitz? (Braceface, Fernsehserie, 17 Folgen)
- 2002: Scared Silent (Fernsehfilm)
- 2002: RFK (Fernsehfilm)
- 2002: Hell on Heels: The Battle of Mary Kay (Fernsehfilm)
- 2003: Defending Our Kids: The Julie Posey Story (Fernsehfilm)
- 2003: Wild Card (Fernsehserie, 2 Folgen)
- 2003: The Piano Man’s Daughter (Fernsehfilm)
- 2003: I Want a Dog (Kurzfilm, Stimme)
- 2003–2004: Queer as Folk (Fernsehserie, 2 Folgen)
- 2003–2011: Jojos Zirkus (JoJo's Circus, Fernsehserie, 12 Folgen)
- 2004: Sugar
- 2004: Sleep Murder (Fernsehfilm)
- 2005: Tagged: The Jonathan Wamback Story (Fernsehfilm)
- 2005: Das größte Spiel seines Lebens (The Greatest Game Ever Played)
- 2006: Die Schattenmacht – The State Within (The State Within, Miniserie, 6 Folgen)
- 2007: Standoff (Fernsehserie, eine Folge)
- 2007: Stir of Echoes: The Homecoming (Fernsehfilm)
- 2021: Jingle Bell Princess (Fernsehfilm)
- 2023: Dream Scenario
- 2023: The Way Home (Fernsehserie, 9 Folgen)
- 2023: Orphan Black: Echoes (Fernsehserie, 3 Folgen)
- 2023: Beacon 23 (Fernsehserie, eine Folge)
- 2024: Longing
- 2024: Trap: No Way Out (Trap)

## Auszeichnungen und Nominierungen
- 1986: Gemini Award in der Kategorie „Best Performance by a Lead Actress in a Continuing Dramatic Series“ für The Edison Twins[1]
- 2001/2002: Zwei Gemini-Award-Nominierungen in der Kategorie „Best Performance by an Actress in a Featured Supporting Role in a Dramatic Series“ für The Associates[1]